# Ванкувер и Британская Колумбия (колония)
Британская Колумбия (англ. British Columbia) — коронная колония в Британской Северной Америке, созданная Актом Британского Парламента в 1866 году путём объединения старой колонии Британская Колумбия, располагавшейся на материке, с колонией Остров Ванкувер и подчинённые ему территории, располагавшейся на островах вдоль тихоокеанского побережья. В 1871 году вошла в состав Канадской конфедерации.

## Предыстория
Колония Остров Ванкувер и подчинённые ему территории была создана в 1849 году, чтобы подкрепить британские притязания на остров Ванкувер и соседние острова, а также создать для Королевского флота порт в Форт-Виктории, базируясь на который флот мог бы действовать в северной части Тихого океана. К середине 1850-х неиндейское население этой колонии колебалось в диапазоне от 500 до 1000 человек.
Подписанный в 1849 году Орегонский договор определил прохождение границы между США и Британской Северной Америкой от Скалистых гор до Тихого океана по 49-й параллели. На британской территории севернее этой границы в то время не было никакой административной структуры, там действовала занимавшаяся добычей пушнины Компания Гудзонова залива, и по принятой в Компании системе разделения зон операций эту территорию называли Новая Каледония. Из неиндейского населения там присутствовало порядка 150 работников Компании Гудзонова залива и членов их семей.
В 1857 году началась золотая лихорадка на реке Фрейзер, и население Новой Каледонии резко выросло до 20 тысяч человек. Для администрирования территории в 1858 году на территории торгово-закупочного округа Новая Каледония была образована колония Британская Колумбия.
Столкнувшись с резким ростом населения, обе колонии были вынуждены быстро увеличить расходы на создание соответствующей инфраструктуры, что привело к финансовому краху, так как по окончании золотой лихорадки доходы от золота уменьшились, а долги остались. Под давлением с мест в 1866 году Лондон провозгласил объединение двух колоний в одну.

## Объединённая колония
Несмотря на то, что объединённая колония стала носить название «Британская Колумбия», как её материковая часть, и новым губернатором стал губернатор прежней Британской Колумбии Фредерик Сеймур, столицей объединённой колонии стала Виктория — бывшая столица Ванкувера. Сеймур продолжил строительство объектов инфраструктуры, но ему не удалось решить финансовые проблемы.
Принятый в 1867 году Акт о Британской Северной Америке объединил колонии Канада, Нью-Брансуик и Новую Шотландию в Канадскую конфедерацию. После смерти Сеймура в 1869 году новый губернатор колонии Энтони Масгрэйв начал вести переговоры с правительством Канадской конфедерации о вхождении Британской Колумбии в её состав в качестве провинции. Переговоры длились два года, и наконец Конфедерация согласилась взять на себя выплату долгов объединённой колонии, а также связать её с остальной частью страны трансконтинентальной железной дорогой. 20 июля 1871 года Британская Колумбия стала шестой провинцией Канады.